# 안나 네트렙코
안나 유리예브나 네트렙코(러시아어: Анна Юрьевна Нетребко, 1971년 9월 18일 - )는 러시아의 소프라노 가수이다. 소비에트 연방 크라스노다르에서 태어났고, 현재 오스트리아 빈에 거주하고 있다.

## 생애
상트페테르부르크의 음악학교에 다니면서, 네트렙코는 무대 청소부로 일했으며, 상트페테르부르크의 마린스키 극장 (키로프 오페라의 고향)에서 직업을 구했다.. 나중에, 그녀는 마린스키 극장에서 오디션을 받았으며, 그곳에서 지휘자 발레리 게르기예프로부터 이전부터의 그녀의 경력을 인정받았다. 그는 그 이후 줄곧 그녀의 조언자가 되었다. 발레리 게르기예프의 지도 아래, 네트렙코는 마린스키 극장에서, 피가로의 결혼에서의 수산나 역으로 오페라 무대에 데뷔했다. 그녀는 몽유병 여인에서 아미나 역, 마술피리에서 파미나 역, 세비야의 이발사의 로지나 역, 그리고 람메르무어의 루치아에서의 루치아 역을 포함하여, 수많은 키로프 오페라에서 두드러진 역할을 맡아 노래했다.
2006년 3월, 네트렙코는 오스트리아에 시민권을 신청하였고, 7월말에 시민권을 부여받았다. 오스트리아 주간지와 인터뷰에 의하면, 그녀는 빈과 잘츠부르크에서 거주할 계획이다. 이는 러시아에 약간의 반감을 가지고 있음을 보여준다. 네트렙코는 오스트리아 국적을 취득하는 주된 이유로, 수많은 공연을 위해 해외로 나갈 때에 비자를 얻는 과정에서 (러시아 시민이기 때문에 겪는) 불편함과 모욕감을 언급한다.
2007년 3월에, 네트렙코는 그녀가 오스트리아의 SOS 어린이 마을 홍보 대사를 맡을 것이며, 러시아 토밀리노 마을의 후원자가 될 것이라고 발표했다. 네트렙코는 2007년 후반에 우루과이인 바리톤 어윈 슈로트와 사귀기 시작하였다. 2008년 2월, 네트렙코는 슈로트의 아이를 임신하였고, 가을에 아이를 낳게 될 것이라고 발표하였다. 그들의 아이, 티아고 아루아 슈로트는 2008년 9월 5일에 빈에서 태어났다.

## 공연
1995년에, 24살의 네트렙코는 샌프란시스코 오페라에서, 미하일 글린카의 오페라 루슬란과 류드밀라에서 류드밀라 역으로, 미국 무대에 데뷔했다. 이 공연의 성공으로, 그녀는 샌프란시스코에 자주 초대되는 가수가 되었다. 그녀는 프로코피예프의 오페라 전쟁과 평화에서의 나타샤와 수도원에서의 약속에서의 루이자 그리고 차르의 신부의 마르파 역과 같은, 오페라에서의 러시아인 배역을 잘 해석해내는 가수로 알려지게 된다. 네트렙코는 벨칸토 창법으로 전환을 성공적으로 이루었으며, 리골레토의 질다 역과 라 보엠의 무제타 역 그리고 카플레티가와 몬테규의 줄리에타 역, 벨리니의 오페라 청교도에서의 엘비라 역과 같은 낭만적인 역할을 맡았다.
2002년에 네트렙코는 "전쟁과 평화"의 나타샤 역으로 메트로폴리탄 오페라 무대에 데뷔했다. 같은 해에, 그녀는 니콜라우스 아르농쿠르의 지휘로, 찰스부르크 페스티발이 제작한 돈 조반니에서의 도나 안나 역을 맡아 노래했다. 또한 그녀는 러시아 어린이 복지 협회의 주요 기금 조성자인, "페트르슈카 무도회"에서 공연했다. 2003년과 2006년에도 그 무도회에서 공연했고, 그 자선 단체의 명예 이사이다.
2003년, 네트렙코는 뮌헨에서 베르디 오페라 라 트라비아타의 비올레타 역을, 로스엔젤레스 오페라에서 "람메르무어의 루치아"의 주연, 코벤트 가든 로얄 오페라 하우스에서의 도나 안나 역을 맡아 공연했다. 그 다음해에는 그녀의 두 번째 앨범, "언제나 자유롭게 (Sempre Libera)"를 발매하였다. (같은 해 그녀는, 영화 "프린세스 다이어리 2"에 카메오로 출연하였다. 그녀는 영화에서 "언제나 자유롭게 (Sempre Libera)" 부분을 맡아 공연하였고, "오페라계의 떠오르는 스타"로써 클라리스 여왕으로부터 환호를 받는다.) 그녀는 크게 주목받은 "로미오와 줄리엣"에서 롤란드 빌라존과 함께 노래했고, 그는 2005년에 "사랑의 묘약"에서도 함께 공연했다. 그녀는 나중에 카를로 리치의 지휘로 열린 찰스부르크 페스티발의 "라 트라비아타"에서 비올레타 발레리 역을 맡아 다시, 빌라존과 함께 공연한다. 그리고 2008년에 그녀는 마우리치오 베니니 지휘에 의한 공연에서, 요나스 카우프만과 드미트리 흐보로스토프스키를 상대로, 코벤트 가든에서 같은 역을 맡아 최고의 갈채를 받으며 공연했다.
2007년 5월 30일에, 네트렙코는 드미트리 흐보로스토프스키와 성 누가 오케스트라와 함께 카네기 홀 데뷔 공연을 가졌다. 원래 2006년 3월 2일에 계획되어 있었으나, 네트렙코가 아직 예술적으로 준비되지 못했다며 그 리사이틀을 연기한 바 있었다.
네트렙코는 2007년 9월 8일에 무도회의 마지막 밤에서 공연했다. 2007년 가을에 그녀는 메트로폴리탄 오페라의 로미오와 줄리엣에서 줄리엣 역을 다시 맡았다. 2007년 12월에, 네트렙코는 케네디센터 공연예술 평생공로상 2007년 수상자, 마틴 스코세이지를 위해 공연했다. 그리고 2008년 5월, 그녀는 로미오 역의 조이스 디 도나토와 함께 캐퓰릿가와 몬테규가를 통해, 그동안 오래 기다려 왔던 바스티유 오페라에 데뷔했다.
네트렙코는 2008년 10월에, 람메르무어의 루치아에서 루치아 역으로 메트로폴리탄 오페라에서 공연할 계획이었으나 그녀의 임신 때문에 그 역을 맡지 않기로 결정하였고, 결국 그 역을 독일인 소프라노 디아나 담라우가 맡아 노래했다. 그러나 그녀는 2009년 1월과 2월, 메트로폴리탄 오페라에서의 마농의 차기 시즌 작품에 아직 공연 스케줄을 갖고 있다.

## 음반 작업
2003년에, 네트렙코는 그녀의 첫 번째 스튜디오 앨범, "오페라 아리아"(Opera Arias)를 발매했고, 그 해에 가장 많이 팔린 클래식 음반의 하나가 되었다. 2006년에는 발레리 게르기에프의 지휘에 의한 마린스키 극장 오케스트라의 반주로 "러시아 앨범"(Russian Album)을 발매했다. 이 앨범은 독일 팝 차트에서 톱 텐을 기록했다. 2007년, 그녀는 롤란드 빌라존과 함께 "듀엣"(Duets)을 발매했고, 세계적으로 유명한 바이올린 연주자 조슈아 벨과 함께 노래 한 곡을 녹음했다. 2008년 11월, 그녀의 네 번째 앨범으로 도이치 그라모폰에서 "추억"(Souvenirs)이라고 이름지어진 노래 모음집을 발매했다.

## 평가 및 수상
그녀는 타임지에 의해, 2007년에 세계에서 가장 영향력 있는 인물(타임 100)로 선정되었다. 그녀는 미국 음악저널 <뮤지컬 아메리카>에 의해 "21세기의 천재적 수퍼스타"로 인정받았고, 2008년 "올해의 음악인"으로 선정되었다.
 또한 AP 통신는 그녀가 "21세기의 새로운 디바로 군림하고 있다"라고 평가하였다. 그녀는 2004년에 러시아 국가상 (2004년)을 2008년에는 푸틴 대통령으로부터 러시아 인민 예술가상을 받았다.
플레이보이지는 그녀를 "클래식계의 가장 섹시한 인물" 목록에 선정했다. 네트렙코는 또한 클래식 브릿 어워드에서 2개의 저명한 상을 수상했다: 2007년 올해의 가수상과 2008년 올해의 여자가수상.

## 음반
- 《Opera Arias》
- 《Duets》 (빌라존과 함께)
- 《Sempre Libera》
- 《The Russian Album》
- 《Le Nozze di Figaro》 (Mozart)*찰스부르크 페스티발 라이브
- 《La Boheme》 (Puccini) *콘서트 녹음
- 《La Traviata》 (Verdi) *찰스부르크 페스티발 라이브
- 《Le Nozze di Figaro》 DVD
- 《La Boheme》 DVD
- 《La Traviata》 DVD
- 《I Puritani》 (Bellini) DVD
- 《L'Elisir d'Amore》 (Donizetti) DVD
- 《Betrothal in a Monastery》 (Prokofiev)DVD
- 《Souvenirs》